# Špitál a kaple svaté Kateřiny (Jaroměřice nad Rokytnou)
Špitál a kaple svaté Kateřiny tvoří soubor raně barokních historických staveb v Jaroměřicích nad Rokytnou v okrese Třebíč, chráněných jako kulturní památka. Nachází se v ulici F. V. Míči přibližně 60 metrů jižně od mostu přes řeku Rokytnou.

## Historie
U zrodu špitálu (hospitale, gerontocomium nebo xenodochium) stály sestry z ženského cisterciáckého kláštera v Dalešicích. Ten vznikl někdy kolem roku 1303. Držitelé Jaroměřic – Lichtenburkové – dalešickým jeptiškám darovali předměstí Kobylí trh a Lhotu a ty v něm zřídily špitál jako útulek pro nemocné a přestárlé a zbudovali u něho kostelík sv. Kateřiny. Sestry samy bydlely v domě zvaném Koráb; na jeho místě později vyrostla jaroměřická loreta. Špitál hospodařil s nemálem nemovitostí; jedním z těchto obdarování byl i les u Příštpa, jehož umístění dodnes připomíná trať Špitálský les. Klášter zanikl r. 1560 a tehdy špitál převzala jaroměřická obec a později vrchnost. Vrchnost poté špitálu poskytovala příspěvek na provoz, za to vrchnost rozhodovala o přijímání chovanců špitálu, obvykle jimi byli staří služebníci.
Před svou barokní přestavbou byl špitál výrazně jiný. Původně patrně nebyla tak výrazně oddělena kaple od samého špitálu. Přestavbou byla vybudována vížka pro zvon, zahradu ohradila zeď.
Od první poloviny 90. let se tato kulturní památka obnovuje, obnova je rozložena do řady let. Záměrem města jako vlastníka špitálu je zřídit v něm základní uměleckou školu.

## Popis

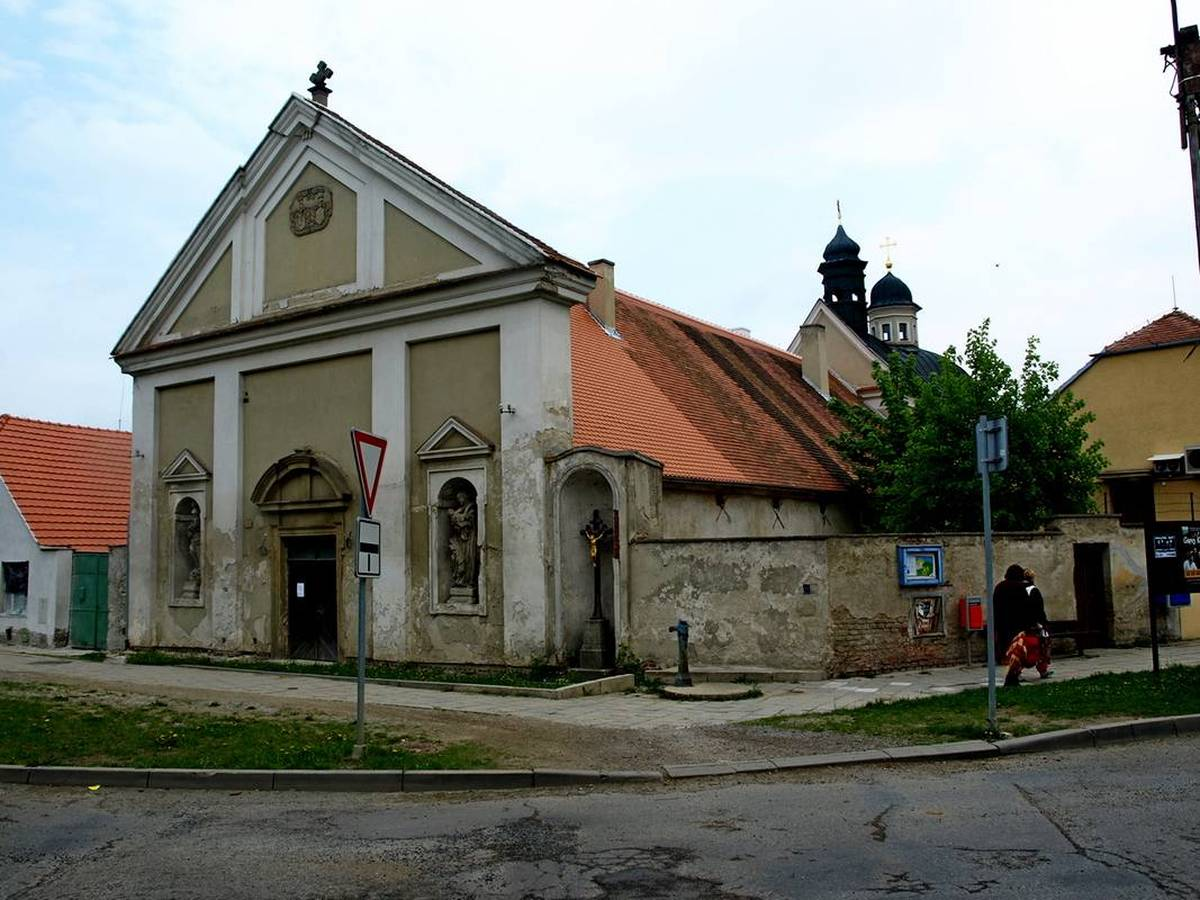
Kaple svaté Kateřiny

Nynější podobu získal špitál s kaplí sv. Kateřiny v roce 1672, kdy ji nechal Jan Kreutz (Crux), hofmistr Jana Antonína z Questenberku, s pánovou pomocí a z darů obnovit, rozšířit a zaklenout. 25. listopadu 1673, v den svaté Kateřiny, kapli posvětil děkan Jan Václav Achantes. Dlouho byl špitál jedinou budovou na pravém břehu Rokytné. Mezi ním a řekou byla rozsáhlá zahrada a na druhé straně sousedil s křížovou chodbou a svatými schody k loretánské kapli. Za kaplí byl obezděný špitální dvůr s hospodářskými budovami.
Čelo budovy špitálu měří 12,8 m a jeho délka je 30,5 m. Po obou stranách vchodu je ve zdi výklenek; nalevo stojí socha Matky Boží, na pravé straně svatý Josef.
Vnitřek špitálu rozděluje křížová chodba na čtyři části: první dvě měly hospodářský význam (kuchyně a komora), další dvě byly ložnicemi (jedna pro šest mužů, druhá pro šest žen), každá s okénkem přímo do lodi kaple, to aby nemocní špitálníci mohli sledovat mši svatou a bohoslužby. Cihlemi dlážděná chodba je zaklenuta.
Chodbou se dojde k předsíni kaple. Tato předsíň má tvar obdélníku o stranách 4 a 2,7 m, je zaklenuta a má dlažbu z kamenných desek. S malou lodí kaple o rozměrech 5,5 m na 4,9 m je spojena skleněnými dveřmi. Loď má křižovou klenbu. Kolem dokola od kněžiště postupuje ve výši 5 m římsa a nad ní je po obou stranách půlkruhové okno.
Po obou stranách lodi je šest lavic. Z vnitřního vybavení lze zmínit cínovou lampu, starou kamennou kropenku u dveří a několik obrazů (Poustevníci, Křest Pána Ježíše, P. Maria Lurdská, Nejsvětější srdce Ježíšovo, Nanebevstoupení Páně, Anděl strážce, sv. Markéta, Příchod sv. Cyrila a Metoděje) a soch (sv. Jana Křtitele, sv. Ignáce, sv. Jana Křtitele s křížem a nápisem Ecce Agnus Dei a dále socha sv. Josefa). Po celé šířce lodi se táhne nade dveřmi malý kůr na dřevěných trámech, na nějž je přístup z dvorku sousedního domu po vřetenových dubových schodech. Z kůru se dá jít na půdu špitálu. V evangelní straně lodi jsou dveře do malé sakristie (4,3 m × 2,2 m).
Kněžiště je půdorysem nestejnostranný osmiúhelník. Boční strany čtverce, z něhož kněžiště vzniklo utnutím jeho rohů, jsou 3,55 m dlouhé, strany hlavní osy 3,4 m a čtyři strany utínající rohy měří po 1,5 m. Zdi drží báňovou kopuli s lucernou.
V čele kaple je hlavní oltář s vyzděným obětním stolem. Jeho součástí je obraz sv. Kateřiny, nad nímž je velký kříž. Po stranách jsou černé sloupy. Na oltáři je bílý svatostánek s malým křížkem. Mezi kněžištěm a lodí stávala ještě roku 1813 kazatelna. Na vítězném oblouku oddělujícím loď a kněžiště, resp. jeho pilířích (1,65 × 1 m) jsou staré olejové obrazy: na evangelní straně obraz P. Marie se zlatou korunkou a pod ním soška P. Marie na podstavci, na epištolní straně pak obraz P. Marie Egyptské s lebkou, s křížem a otevřenou knihou s nápisem S. Maria Egyptia, ora pro nobis, o Jesu dulcis, memoria tibi, laus tibi, gloria.
Při boční epištolní stěně je postranní oltář s dvěma hnědými sloupy a s obrazem sv. Antonína Padovského a nad ním znak questenberský a kounicovský.